# Eipaß
Eipaß ist ein aus einer Hofschaft hervorgegangener Ortsteil der bergischen Großstadt Solingen.

## Lage und Beschreibung
Eipaß befindet sich im westlichen Teil des Stadtteils Gräfrath unmittelbar an der Stadtgrenze zu Wuppertal-Vohwinkel und Haan. Der Ort befindet sich auf einem Höhenzug oberhalb der Itter, die südlich am Ort vorbei verläuft. Durch den Ort führt die nach ihm benannte Eipaßstraße, die den Roggenkamp im Norden mit dem Ort Eschbach im Talgrund verbindet. Nördlich von Eipaß verläuft der Radwanderweg Korkenziehertrasse auf einer alten Eisenbahnstrecke. Östlich liegt die Einfamilienhaussiedlung am Amorweg.
Benachbarte Orte sind bzw. waren (von Nord nach West): die zu Wuppertal gehörenden Orte Bolthausen und Höhe sowie Piepersberg, Grund, Neu-Eipaß, Buxhaus, Fürkeltrath und Maiseiche in Solingen.

## Etymologie
Die Herkunft des Ortsnamens ist unklar. Möglicherweise ist er jedoch von dem Wort Dreipass abgeleitet, das ein aus drei Kreisbögen geformtes Schmuckelement bezeichnet.

## Geschichte
Die Hofschaft Eipaß lässt sich bis in das 17. Jahrhundert zurückverfolgen. In dem Kartenwerk Topographia Ducatus Montani, Blatt Amt Solingen, von Erich Philipp Ploennies aus dem Jahr 1715 ist der Ort mit einer Hofstelle verzeichnet aber noch nicht benannt. Der Ort gehörte zur Honschaft Itter innerhalb des Amtes Solingen. Die Topographische Aufnahme der Rheinlande von 1824 verzeichnet den Ort als Eipaſſ. Die Preußische Uraufnahme von 1844 verzeichnet den Ort als Eipas, in der Topographischen Karte des Regierungsbezirks Düsseldorf von 1871 ist der Ort als Eipaß verzeichnet.
Nach Gründung der Mairien und späteren Bürgermeistereien Anfang des 19. Jahrhunderts gehörte der Ort zur Bürgermeisterei Wald. 1815/16 lebten 19, im Jahr 1830 22 Menschen im als Dorf bezeichneten Eipaß.  1832 war der Ort Teil der Ersten Dorfhonschaft innerhalb der Bürgermeisterei Wald, dort lag er in der Flur II. (Holz). Der nach der Statistik und Topographie des Regierungsbezirks Düsseldorf als Hofstadt kategorisierte Ort besaß zu dieser Zeit vier Wohnhäuser und vier landwirtschaftliche Gebäude. Zu dieser Zeit lebten 16 Einwohner im Ort, davon einer katholischen und 15 evangelischen Bekenntnisses. Die Gemeinde- und Gutbezirksstatistik der Rheinprovinz führt den Ort 1871 mit drei Wohnhäusern und 16 Einwohnern auf. Im Gemeindelexikon für die Provinz Rheinland von 1888 werden für Eipaß fünf Wohnhäuser mit 36 Einwohnern angegeben. 1895 besitzt der Ortsteil sieben Wohnhäuser mit 54 Einwohnern, 1905 werden sieben Wohnhäuser und 63 Einwohner angegeben.
Im Jahre 1887 wurde im Norden an dem Ort vorbei die Bahnstrecke Solingen–Wuppertal-Vohwinkel trassiert. Aus ihr wurde Jahrzehnte nach Stilllegung der Bahnstrecke in den 2000er Jahren der Radwanderweg Korkenziehertrasse. Mit der Städtevereinigung zu Groß-Solingen im Jahre 1929 wurde Eipaß ein Ortsteil Solingens. Der Ort wuchs in den 1980er Jahren durch eine im Osten angelegte Siedlung von Einfamilienhäusern am Amorweg an. 
Seit dem 6. November 1984 steht in der Hofschaft Eipaß das Schieferhaus Eipaßstraße 86a unter Denkmalschutz. Das historische Gutshaus Eipaß, ein imposanter Fachwerkhauskomplex aus dem Jahre 1636, wurde Ende der 2000er Jahre abgebrochen. Die Haustür des Hauses steht ebenfalls unter Denkmalschutz, sie wird seit dem Abriss des Gebäudes im Lager der Unteren Denkmalbehörde eingelagert. Nach den heutigen Stadtbezirksgrenzen gehört Eipaß zu Gräfrath.